# Giacomo Angelo Lotti
Giacomo Angelo Lotti (Bignasco, 1º ottobre 1784 – Bellinzona, 30 ottobre 1850) è stato un avvocato, notaio e politico svizzero.

## Biografia
Figlio di Giacomo Francesco Lotti, Presidente del Consiglio del Governo di Vallemaggia, e di Margherita Bonenzi, fu deputato al Gran Consiglio Ticinese dal 1809 al 1830 e nel 1839, Consigliere di stato dal 1815 al 1836 e nel 1839 e Landamano regente dal 1819 al 1820, dal 1823 al 1824, dal 1827 al 1828 e infine nel 1830 Presidente del Governo di Locarno.
Dopo la rivoluzione radicale nel 1839 il suo governo fu deposto e fu accusato di alto tradimento e condannato a 6 mesi di lavori forzati con altri membri.
Nel 1841 fu ancora oggetto di persecuzione, implicato nella controrivoluzione, si rifugiò a Modena dove aveva conoscenze e amici.
Ebbe notevole influenza in Canton Ticino.

## Vita privata
Sposò Rosa Bacci di Mirandola (MO) e Giovanna Molo in seconde nozze.